# Sigurd Anderson

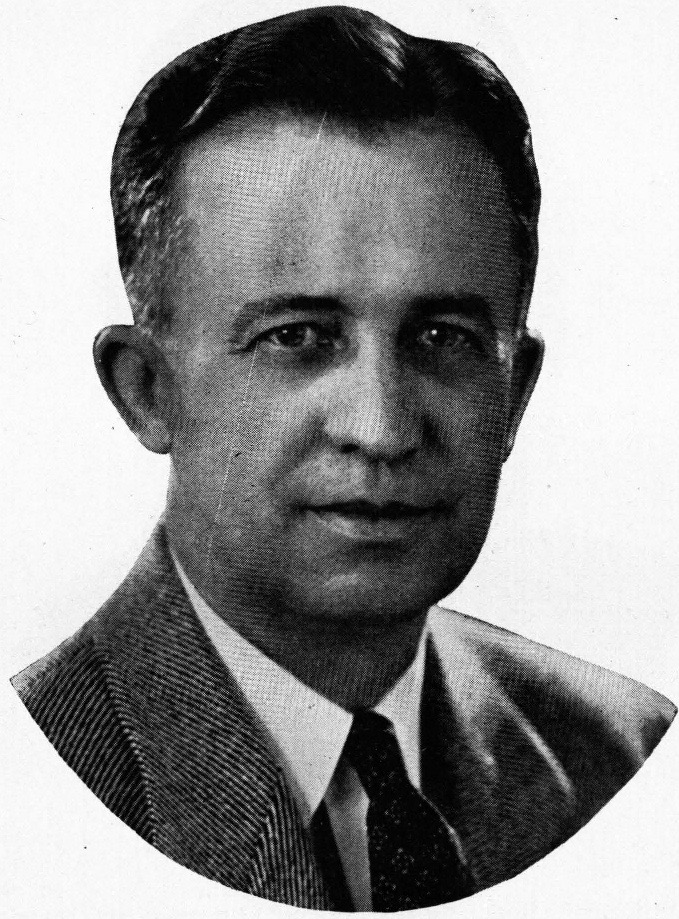
Sigurd Anderson.

Sigurd Anderson, född 22 januari 1904 i Arendal, Norge, död 21 december 1990 i Webster, South Dakota, var en norsk-amerikansk politiker. Han var den 19:e guvernören i delstaten South Dakota 1951-1955.
Anderson kom till USA tre år gammal. Han växte upp i Lincoln County, South Dakota. Han inledde sina högskolestudier vid South Dakota State College (numera South Dakota State University) men var tvungen att avbryta studierna efter det första året på grund av scharlakansfeber. Han återupptog senare studierna vid University of South Dakota där han avlade både sin grundexamen och juristexamen. Han gifte sig 1937 med Vivian Walz. Paret fick en dotter, Kristin Karen.
Anderson arbetade både som advokat och som åklagare innan han blev politiker. Han var delstatens justitieminister (South Dakota Attorney General) 1947-1951.
Anderson valdes 1950 till guvernör som republikanernas kandidat. Han omvaldes två år senare med stor marginal.
Ex-guvernören Anderson kandiderade på nytt i 1964 års guvernörsval i South Dakota men förlorade i republikanernas primärval mot Nils Boe. Anderson arbetade därefter som domare. Han gick i pension 1975.
Anderson var lutheran och frimurare. Flygfältet Sigurd Anderson Airport i Webster, South Dakota har fått sitt namn efter Anderson.